# Hiroshima Museum of Art

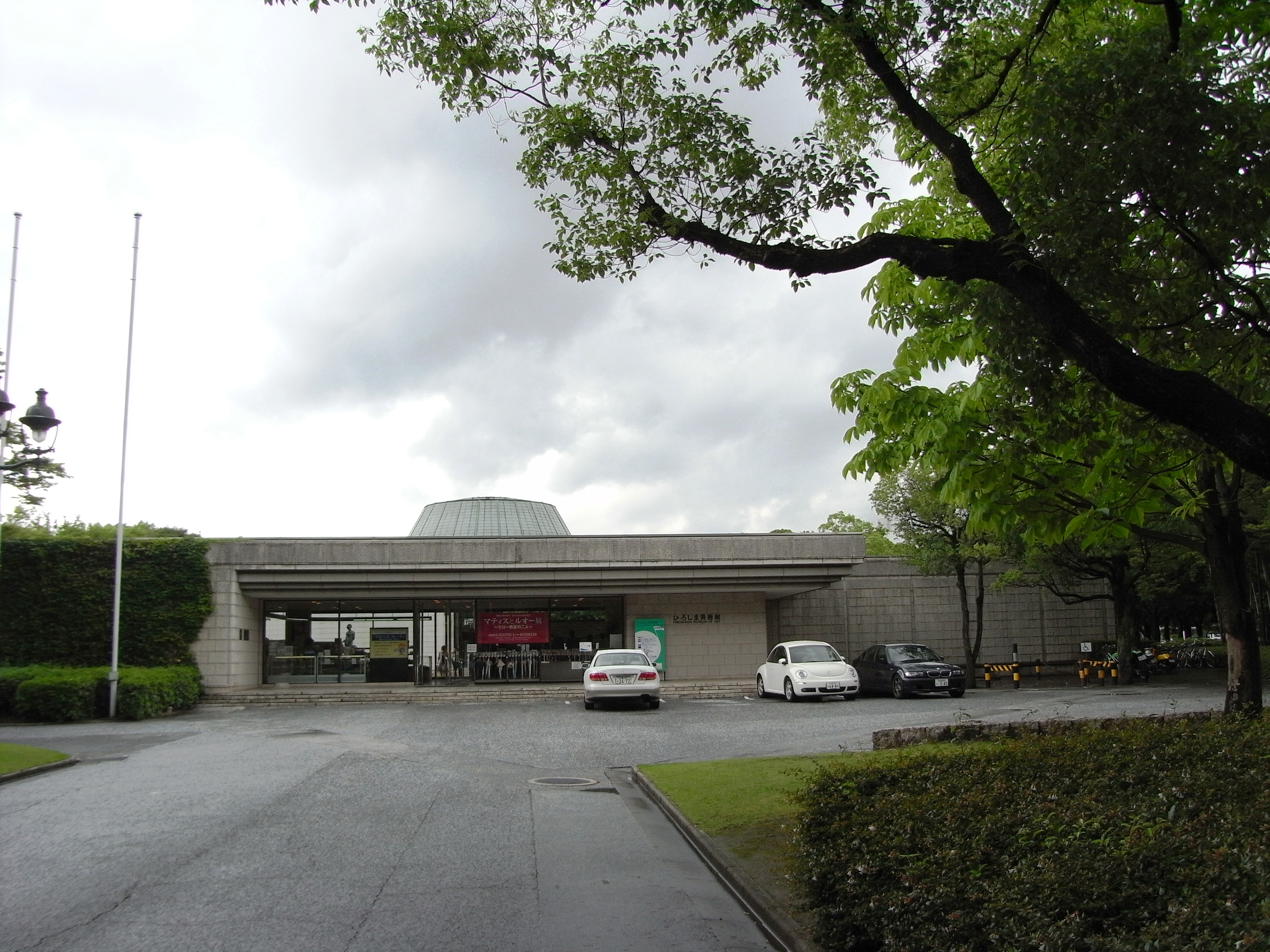
Eingang zum Hiroshima Museum of Art

Das Hiroshima Museum of Art (japanisch ひろしま美術館, Hiroshima Bijutsukan)  ist ein Kunstmuseum in der japanischen Stadt Hiroshima. Das 1978 eröffnete Haus zeigt Kunstwerke des 19. und 20. Jahrhunderts. Der Schwerpunkt der Sammlung liegt auf Werken französischer Künstler. Werke japanischer Künstler, die von westlicher Kunst beeinflusst wurden, bilden ein weiteres Sammlungsgebiet.

## Geschichte und Architektur
Die Idee zur Gründung eines Kunstmuseums in Hiroshima entstand anlässlich des hundertjährigen Bestehens der Hiroshima Bank (広島銀行, Hiroshima Ginkō). 30 Jahre nach dem Atombombenabwurf auf Hiroshima wollte die Bank durch die Gründung eines Kunstmuseums ein Symbol für den Frieden stiften und stellte die notwendigen finanziellen Mittel für das Gebäude und die Sammlung zur Verfügung. Für den Neubau wurde ein Park im Stadtzentrum südlich der Burg Hiroshima ausgewählt. Das Hauptgebäude des Museums ist ein einstöckiger Rundbau mit zentraler Rotunde, um den sich vier Ausstellungsräume gruppieren. Der Rundbau liegt in der Mitte einer rechteckigen Gartenanlage, an deren Nord- und Südseite sich weitere Gebäude befinden. An der Gartennordseite sind zusätzliche Ausstellungsräume gelegen, die durch einen unterirdischen Gang mit dem Hauptgebäude verbunden sind. In den an der Gartensüdseite gelegenen Räumen befinden sich ein Café, ein Museumsladen und ein Auditorium. Das Museum ist seit dem 3. November 1978 für das Publikum geöffnet.

## Sammlung
Zur Bestand gehören Kunstwerke des 19. und 20. Jahrhunderts. Der Schwerpunkt der Sammlung liegt hierbei auf Werken französischer Künstler, von denen zahlreiche auch durch japanische Kunst beeinflusst wurden (Japonismus). Ein weiteres Sammlungsgebiet sind Kunstwerke japanischer Künstler, in deren Werken sich der Einfluss westlicher Kunst zeigt.

### Werke europäischer Künstler
Die frühesten Gemälde stammen von Eugène Delacroix. Neben der romantischen Orientdarstellung L’Arabe au tombeau von 1838 besitzt das Museum das undatiertes Bild Soldat à l’épée dieses Künstlers. Die Schule von Barbizon repräsentieren im Museum die Maler Jean-François Millet und Jean-Baptiste Camille Corot. Von Millet sind die ländlichen Szenerien Le moissonneur (1866–67) und Le ramasseur des fagots, soleil couchant (1867) zu sehen, während Corot mit der Flusslandschaft Les baigneuses des Iles Borromées (1872) und dem Porträt Paysanne assise dans la verdure, tenant une guirlande de fleurs (undatiert) vertreten ist. Zu den Vorläufern des Impressionismus gehören Arbeiten wie die Winterlandschaft Combat de cerfs dans la neige (1868) von Gustave Courbet und die Hafenansicht Paysage à Bordeaux (1874) von Eugène Boudin.
Besonders umfangreich ist der Bestand an Gemälden des Impressionismus. Hierzu gehören das Porträt La femme au soulier rose (Berthe Morisot) (1872) und das Damenbildnis Femme au chapeau à plume grise (1882) von Édouard Manet, die Stadtansicht Quai de l’Hôtel de ville et le marché aux pommes (1884–88) von Stanislas Lépine und das Landschaftsbild St. Mammès (1885) von Alfred Sisley. Die vier Arbeiten von Edgar Degas im Museum sind charakteristisch für das Werk des Künstlers. Zu sehen sind das Gemälde La promenade à cheval (1867–68) – ein Sujet von der Pferderennbahn, das Bild einer Badenden La femme au tub (1867–68) und ein typisches Tänzerinnenmotiv Danseuse en robe rouge (um 1897). Hinzu kommt die Skulptur einer Tänzerin Danseuse tennant son pied droit avec sa main droite (1896–1911). Von Claude Monet ist in der Sammlung eine zum Frühwerk gehörende Landschaft aus Holland Paysage Hollande (um 1871) sowie eine Seinelandschaft Matinée sur la Seine (Bras de la Seine Près de Giverny) (1897), die zu den seriellen Arbeiten des Künstlers um die Jahrhundertwende gehört. Die fünf Arbeiten von Pierre-Auguste Renoir datieren allesamt zum Spätwerk des Malers. Neben der Parisansicht Place de la Trinité (Paris) (um 1892) und dem Landschaftsbild Le bras vif a Croissy (Seine-et-Oise) (1911) finden sich in der Sammlung das antikisierende Gruppenaktbild Jugement de Pâris (1913–14), das Damenbildnis Femme au chapeau de paille (1915) sowie die Venus-Skulptur Vénus à la pomme (1913). Darüber hinaus verfügt das Museum über zwei impressionistische Arbeiten von Camille Pissarro: Baigneuses (Étude) (1896) zeigt Frauenakte in der Landschaft, während Le Pont Neuf (1902) eine für den Künstler typische Parisansicht wiedergibt.

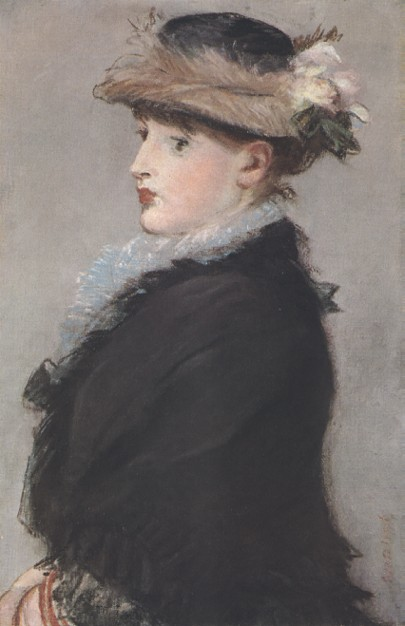
Édouard Manet: Femme au chapeau à plume grise 1882
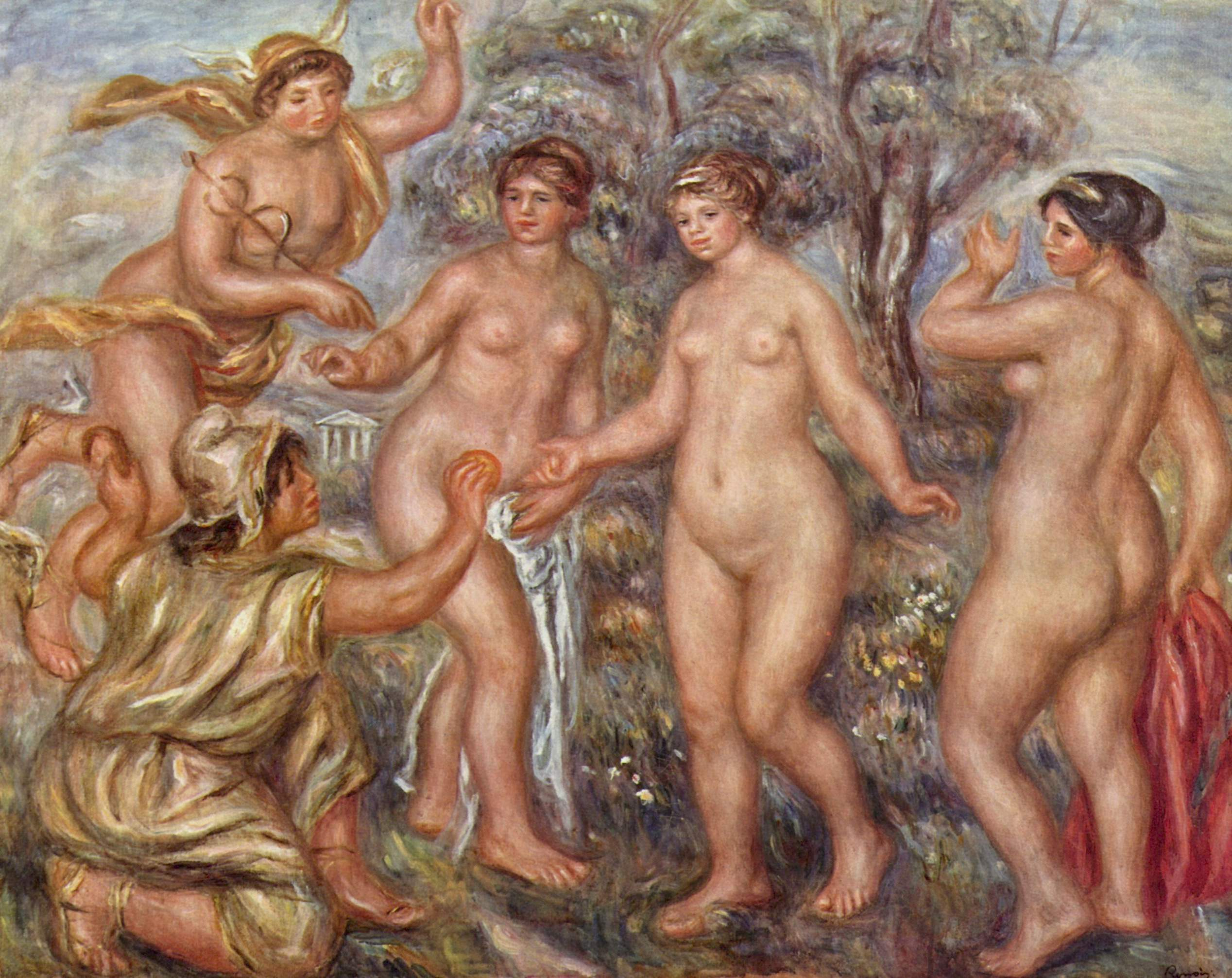
Pierre-Auguste Renoir: Jugement de Pâris 1913–14
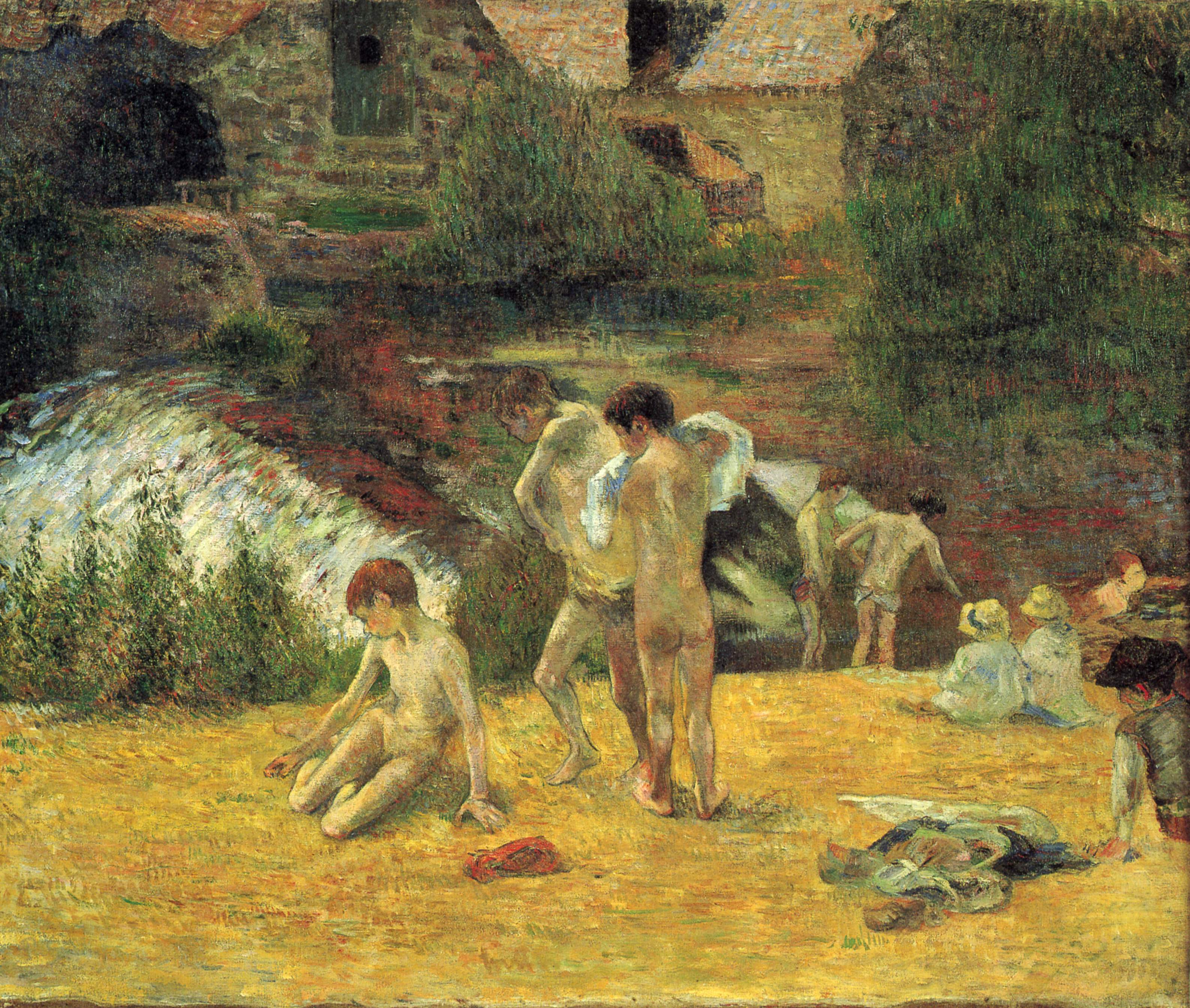
Paul Gauguin: Jeunes Bretons au baine (La baignade au moulin du Bois) um 1886
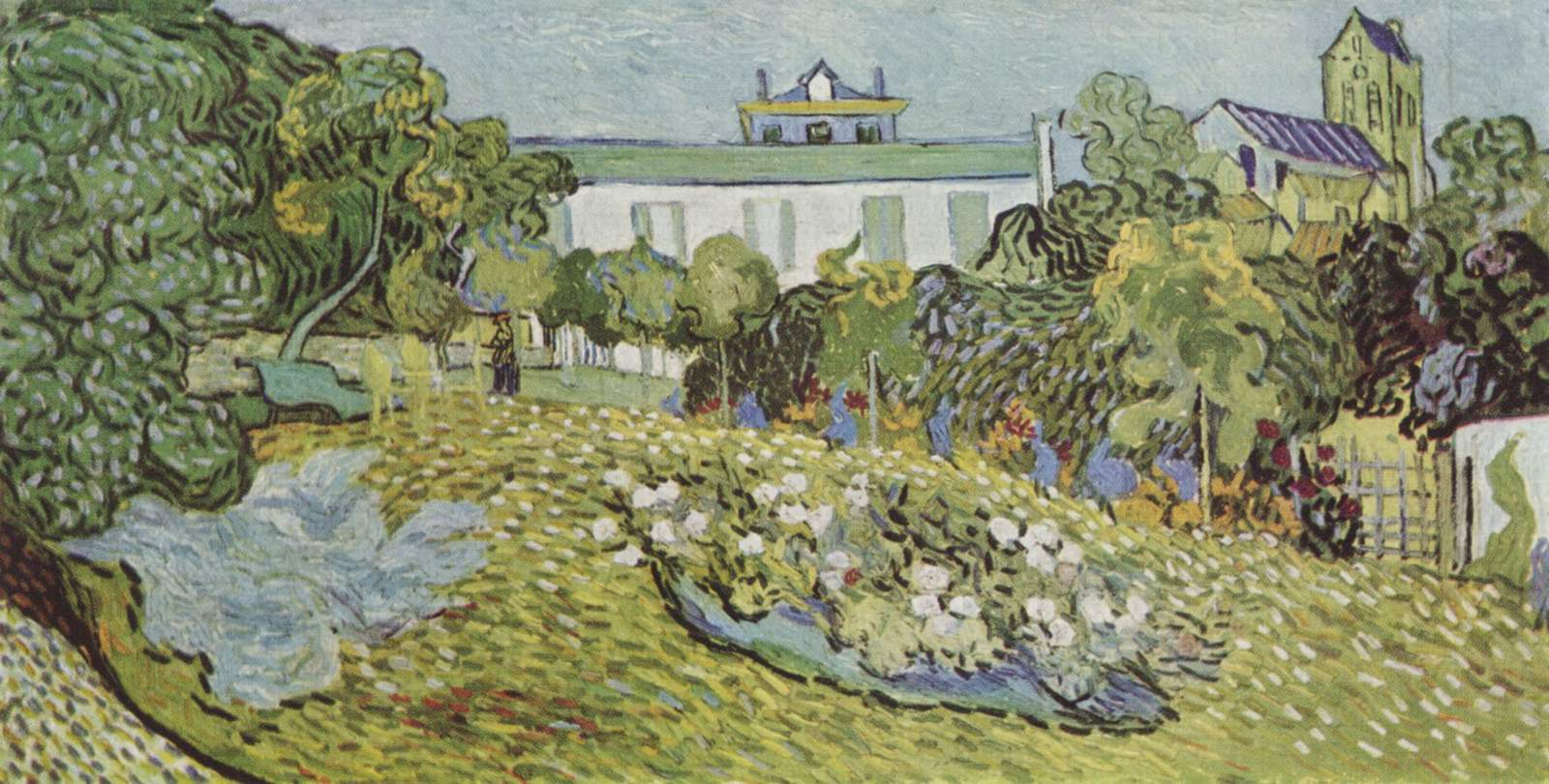
Vincent van Gogh: Le jardin de Daubigny 1890

Zwei Arbeiten von Paul Cézanne verdeutlichen seine Malweise in unterschiedlichen Bildsujets. Sowohl in dem Landschaftsbild L’arbre tordu (1888–90) wie auch im Porträt eines Bauern Paysan assis (um 1897) wird die unverkennbare Pinselführung des Malers deutlich. Zu den bekanntesten Kunstwerken des Museums gehört Le jardin de Daubigny (1890) von Vincent van Gogh. Das in den letzten Lebensmonaten entstandene Gartenbild gehörte in der ersten Hälfte des 20. Jahrhunderts zur Sammlung der Berliner Nationalgalerie. Von Paul Gauguin besitzt das Museum das in der Bretagne entstandene Landschaftsbild mit männlichen Akten Jeunes Bretons au baine (La baignade au moulin du Bois) (1886) sowie die Südseeskulptur Idole à la perle (1892–93). Werke des Pointillismus im Museum sind das Landschaftsbild Vers le bourg (1883) von Georges Seurat sowie die Hafenszene Portrieux, Gouverlo (1888) und die Parisansicht Paris, Le Pont-Neuf (1931) von Paul Signac. Hinzu kommt mit Aristide Bruant (1893) von Henri de Toulouse-Lautrec ein für diesen Künstler bekanntes Motiv aus der Pariser Bühnenwelt.
Aus den ersten Jahren des 20. Jahrhunderts stammen Werke so unterschiedlicher Stilrichtungen wie das mythologische Bild Pégase, cheval sur le rocher (um 1907–10) und das Blumenstillleben Les fleurs dans un vase bleu (um 1912–14) des Symbolisten Odilon Redon, die Landschaft Vue des fortifications (1909) von Henri Rousseau als Vertreter der Naiven Kunst oder das Porträt Mlle. Meissner (1906–07) von Edvard Munch. Beispiele für die Arbeit der Künstlergruppe Nabis sind die Stadtansicht Place Pigalle (1905) und Mädchenbildnis Jeune fille au corsage blanc (Mlle. Leïla Claude Anet) (1930) von Pierre Bonnard sowie die Atelierszene mit weiblichem Akt Nu debout dans l’atelier (1918) von Édouard Vuillard. Zudem zeigt das Museum mit dem Gartenbild Le pavillon (1927) ein Werk von Henri Le Sidaner.
Von den Hauptvertretern des Fauvismus sind ebenfalls mehrere Arbeiten im Museum zu sehen. So gibt es von Henri Matisse die Werke La France (1939) und Jeune fille en vert dans intérieur rouge (1947), von André Derain Panorama, Paysage de Provence (um 1930), Nu dans un paysage (1925–26) und Femme blonde dans un paysage (1936–37), sowie von Maurice de Vlaminck Vase de fleurs (1935), Paysage dans la neige und Paysage avec arbres (um 1950). Darüber hinaus finden sich in der Sammlung von Albert Marquet Le Pont Neuf et la Samaritaine (1940), von Raoul Dufy Epsom, le défilé de Derby (1930) sowie von Georges Rouault Pierrot (1937–38) und Les deux frères, pierrot et clown.
Das Werk von Pablo Picasso ist in der Sammlung mit Arbeiten aus verschiedenen Werkphasen belegt. Zum Frühwerk gehören die Exponate Can Can (1900), Deux femmes au bar (1902) und Buste de femme (Fernande) (1909). Hieran schließen sich Arbeiten wie Quatre baigneuses (1920) und Maternité (1921) sowie das Kinderbildnis Paul, fils de l’artiste, à deux ans, avec son agneau (1923) an. Aus dem Spätwerk gibt es zudem Femme aux mains jointes (1959) und Buste de femme (1970). Weiterhin sind Arbeiten von Picassos kubistischen Künstlerkollegen vorhanden, wie Compotier et fruits (1935) von Georges Braque und La danse (1. Fassung) (1929) von Fernand Léger.
Besonders umfangreich sind zudem Werke der École de Paris. Zu sehen sind von Amedeo Modigliani die Gemälde Portrait de jeune fille à la blouse bleue (1910) und Portrait de homme (1919) sowie die Skulptur Tête (um 1911–12). Von Chaim Soutine befindet sich das Damenbildnis La femme à la chaise (1919) und das Stillleben Nature morte au pot blanc et au hareng (um 1922–23) in der Sammlung. Von Marie Laurencin sind eine Studie zu La Maison meublée (1911) sowie die Frauenporträts Deux femmes et une biche (1923) und Femme au bouquet de fleurs (um 1942) vorhanden. Zwei für den Maler Maurice Utrillo typische Stadtansichten, Rue à Montmorency (um 1912) und La Cathédrale Saint-Pierre à Angoulême (Charente) (1935), gehören ebenso zur Sammlung, wie zwei Werke von Moise Kisling, das Porträt La Roumaine (1929) und das Blumenstillleben Fleurs. Weitere Künstler dieser Epoche sind Jules Pascin, von dem das Museum Princesse Ghika (1921) und La dame en vert (1927) besitzt, sowie Kees van Dongen mit den Werken Vue de Venise (1921) und Le couple (um 1922). Von dem aus Russland emigrierten Marc Chagall besitzt das Museum einen kleinen Werkblock. Zu sehen sind Vue de Vitebsk (1924–26), L’Inspiration (1925–26), Ma grande mère (1928), Les amoureux au bouquet (um 1930) und Près de la rivière (1973). Ebenfalls zur École de Paris gehört der ursprünglich aus Japan stammende Tsuguharu Foujita. Das Museum zeigt seine Ölbilder Nu allongé au chat (1923), Annonciation (1927), Adoration des Rois Mages (1927), Descente de croix (1927) und Assisi (1961) sowie eine Tuschezeichnung und eine Radierung.

### Werke japanischer Künstler
Nach Ende der Abschließung Japans öffnete sich das Land nicht nur politisch und wirtschaftlich gegenüber Europa und den Vereinigten Staaten, sondern auch die Kultur, besonders aus Europa, fand Einfluss auf japanische Künstler. Viele von ihnen hielten sich zeitweilig vor allem in Paris auf und übernahmen künstlerische Impulse, die ab Ende des 19. Jahrhunderts in ihren Werken zu sehen sind. Das Museum besitzt neben den Arbeiten des dauerhaft in Frankreich lebenden Tsuguharu Foujita eine umfangreiche Abteilung mit Arbeiten dieser Künstler. Hierzu gehören von Koyama Shōtarō das Blumenstillleben Päonien (um 1887), von Asai Chū Heimkehr der Bauern (1891) und von Kuroda Seiki Europäische Frau im weißen Kleid (1892).
Fujishima Takeji ist mit mehreren Arbeiten in der Sammlung vertreten. Neben einer sechs Werke umfassenden Bilderreihe zum Thema Musik (1901–1906), zeigt das Museum die Werke Akt und Pfirsichblüte (1902), Sonnenaufgang (um 1931) und Meereswogen bei den Daio-Misaki-Bergen (1932). Zu sehen sind weiterhin von Okada Saburōsuke ein Akt (1926) und ein Akt am Brunnen (1935) und von Aoki Shigeru Ende des Frühlings (1907). Weitere Werke sind von Yamashita Shintarō Mädchenbildnis (1929), von Sakamoto Hanjirō Villa Gournay in einem Pariser Vorort (1922) und Das angebundene Pferd (1934) und von Minami Kunzō Klavier spielendes Mädchen (1927) und Morgen in einem Bergdorf (1941).

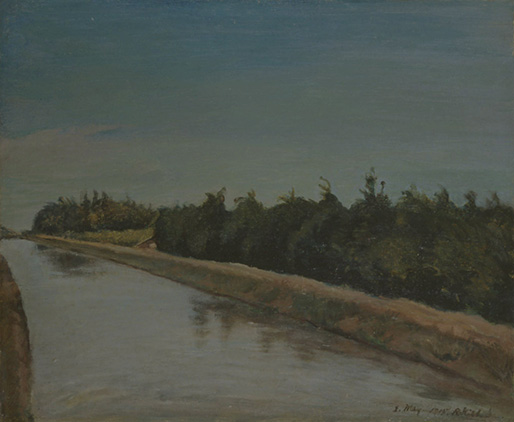
Kishida Ryūsei: Kanal an einem Frühlingstag 1915
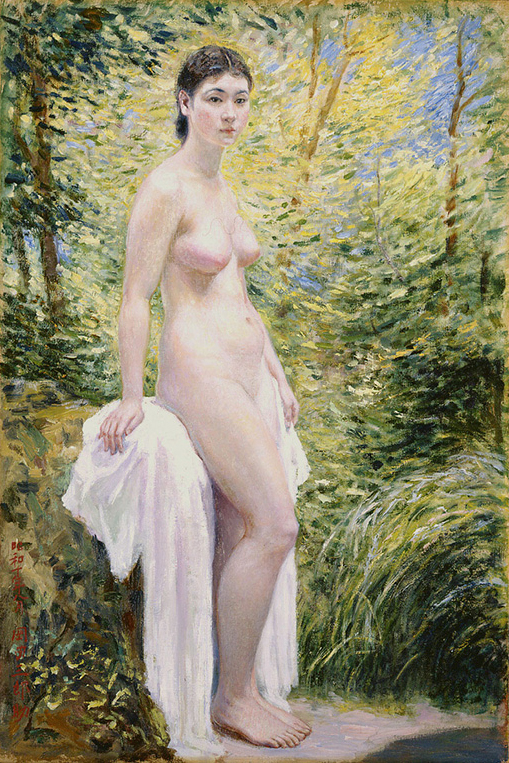
Okada Saburōsuke: Akt am Brunnen 1935
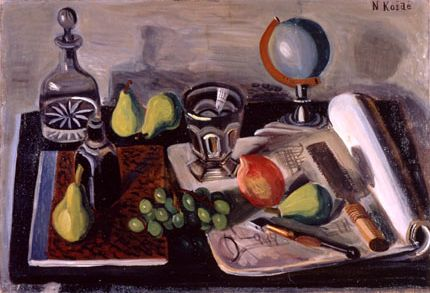
Koide Narashige: Stillleben mit einem Globus 1925
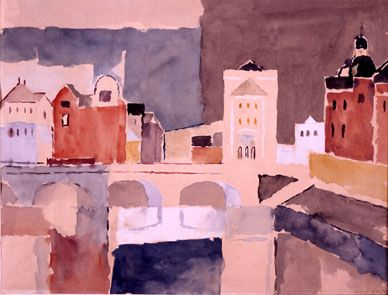
Koga Harue: Landschaft 1923

Von Koide Narashige besitzt das Museum das Stillleben mit einem Globus (1925) und das Selbstporträt mit Hut (1928). Ebenfalls zwei Werke gibt es in der Sammlung von Umehara Ryūzaburō: Akt (1936) und das Landschaftsbild Karuizawa (1974). Weitere Werke sind von Yasui Sōtarō Atelier (1926), von Kishida Ryūsei Kanal an einem Frühlingstag (1915) und Bildnis der jüngeren Schwester in chinesischer Kleidung (1921), von Suda Kunitarō Berg Hiei (um 1934), von Koga Harue eine Landschaft (um 1923) und von Maeta Kanji Rote Kappe (1925). Hinzu kommen von Hayashi Takeshi zwei Akte (1928) und (1972), von Saeki Yūzō Garage (1925) und eine Landschaft mit einem Akt auf der Rückseite (1925). Weitere Bilder sind Kaffeehausecke (1930) von Saburi Makoto, Schnee (1935) von Oka Shikanosuke, Untiefe (1934) von Ushijima Noriyuki, Venedigansicht (1934) von Ogisu Takanori und Vogelschwarm (Toter Baum) (1931) von  Ebihara Kinosuke
Mit dem Zweiten Weltkrieg wurden die Verbindungen der japanischen Künstler mit dem Westen beeinträchtigt. In der Zeit danach verlor Frankreich die führende Rolle als Zentrum der westlichen Kunst. Japanische Künstler griffen zwar weiterhin auf europäische Vorbilder zurück, orientierten sich aber zudem an amerikanischer Malerei und ließen Elemente aus anderen Weltkulturen in ihr Werk einfließen. Auch findet sich in neueren Arbeiten teilweise eine Rückbesinnung auf die traditionelle japanische Kunst. 
Beispiele für nach dem Zweiten Weltkrieg tätige japanische Künstler sind Kanayama Heizō, von dem das Museum neben Kohlenträger in Sōshū, China (1924–1932) die Werke Kasube und Fugu (1945–56) und Oishida im Februar (1956–1960) besitzt. Von Koiso Ryōhei zeigt das Museum Frauenbildnis in einem Zimmer (1964) und Tänzer sowie Rosen (um 1972). Ein weiteres Rosenbild (1971) stammt von Kumagai Morikazu, von dem es zudem ein Stillleben Melonen (1964) gibt. Kazuki Yasuo ist mit dem Landschaftsbild Tsuwano (Präfektur Shimane) (1972) in der Sammlung vertreten. Zudem besitzt das Museum einen Werkblock von Kamoi Rei. Hierzu gehören Mauer (1976), Gesang bei Mondschein (1976), Betrunkene in meinem Dorf (1973), Kirche (1976), Etüde B (1978) und Weiße Frau (1980).